# بيتر دور
بيتر دور (بالألمانية: Peter Dürr)‏ هو متزحلق جبال الألب ألماني، ولد في 10 فبراير 1960 في ميونخ في ألمانيا.

## وصلات خارجية
- بيتر دور على موقع الاتحاد الدولي للتزلج (التزلج على المنحدرات الثلجية) (الإنجليزية)
- بيتر دور على موقع أوليمبيديا (الإنجليزية)